# Киттиля (аэропорт)
Аэропорт Киттиля (ИАТА: KTT, ИКАО: EFKT) (фин. Kittilän lentoasema) — аэропорт малой авиации и коммерческий аэропорт в Киттиля, Финляндия, за Полярным кругом. Это один из главных аэропортов Северной Финляндии, в 2010 г. пассажиропоток составил 215 тыс. чел.
В 2014 году компанией Finavia проводились значительные работы по модернизации аэропорта, а с 19 декабря 2015 года запланировано пробное осуществление авиасообщения с Мюнхеном.

## Пожар
27 июля 2006 года около 19.00 вспыхнул пожар между зданием старого терминала и незаконченной секцией нового терминала. Аэропорт был восстановлен и возобновил деятельность в декабре 2006 г., когда было достроено здание нового терминала

## Статистика

### Пассажиры
| Год  | Внутренние перевозки | Международные перевозки | Всего пассажиров | Изменение |
| ---- | -------------------- | ----------------------- | ---------------- | --------- |
| 1983 |                      |                         | 1,821            |           |
| 1985 |                      |                         | 280              |           |
| 1990 |                      |                         | 21,103           |           |
| 1995 |                      |                         | 76,002           |           |
| 2000 |                      |                         | 170,082          |           |
| 2005 | 155,008              | 73,693                  | 228,701          | −4.3 % ▼  |
| 2006 | 153,338              | 91,820                  | 245,158          | +7.3 % ▲  |
| 2007 | 145,675              | 94,944                  | 240,619          | −1.8 %▼   |
| 2008 | 164,136              | 101,428                 | 265,564          | +9.8 % ▲  |
| 2009 | 165,926              | 79,387                  | 245,313          | −7.6 % ▼  |
| 2010 | 142,197              | 72,296                  | 214,493          | −12.6 % ▼ |
| 2011 | 167,484              | 71,054                  | 238,538          | +11.3 % ▲ |

### Грузы и почта
| Год  | Внутренние грузы | Внутренняя почта | Международные грузы | Международная почта | Всего грузы и почта | Изменение |
| ---- | ---------------- | ---------------- | ------------------- | ------------------- | ------------------- | --------- |
| 2005 | 25               | 0                | 0                   | 0                   | 25                  | −7 % ▼    |
| 2006 | 26               | 1                | 0                   | 0                   | 27                  | +8 % ▲    |
| 2007 | 14               | 0                | 0                   | 0                   | 14                  | −48 % ▼   |
| 2008 | 13               | 0                | 0                   | 0                   | 13                  | −7 % ▼    |
| 2009 | 11               | 0                | 0                   | 0                   | 11                  | −15 % ▼   |